# Sebastián Driussi
Sebastián Driussi (* 9. Februar 1996 in San Justo, Provinz Buenos Aires) ist ein argentinischer Fußballspieler.

## Karriere

### Verein
Der beidfüßige Stürmer Driussi, der zusätzlich die italienische Staatsbürgerschaft besitzt, gehörte von Juli 2014 bis Juni 2017 zur ersten Mannschaft des argentinischen Vereins River Plate. Er spielte dort sowohl in der argentinischen Liga als auch in der Copa Libertadores und wurde auf nahezu allen offensiven Positionen eingesetzt.
Im Juni 2017 unterschrieb Driussi einen Vierjahresvertrag bei Zenit St. Petersburg in der russischen Premjer-Liga und kam auch in der UEFA Champions League zum Einsatz.
Im Juni 2021 wechselte er zu Austin FC in die Major League Soccer. Nach der Saison 2024 kehrte er nach Argentinien zurück und spielt seitdem wieder für River Plate.

### Nationalmannschaft
Driussi bestritt mehrere Partien für die U-17 und die U-20 Argentiniens. Bei der U-20-Fußball-Südamerikameisterschaft 2015 erzielte er im Finale gegen Uruguay in der 35. Minute das Tor zur 1:0-Führung. Argentinien gewann 2:1 und sicherte sich den fünften Titel in diesem Wettbewerb.
Er nahm außerdem an der U-20-Fußball-Weltmeisterschaft 2015 teil, schied jedoch mit Argentinien in der Gruppenphase aus.

## Erfolge

### Verein
CA River Plate
- Copa Sudamericana: 2014
- Recopa Sudamericana: 2015
- Copa Libertadores: 2015

Zenit St. Petersburg
- Russischer Meister: 2018/19, 2019/20, 2020/21
- Russischer Fußballpokal: 2019/20
- Russischer Supercup: 2020/21, 2021/22

### Nationalmannschaft
- U-20-Südamerikameister 2015 mit Argentinien U-20